# Longfengshan (sockenhuvudort i Kina, Heilongjiang Sheng, lat 44,77, long 127,58)
Longfengshan (kinesiska: 龙凤山, 龙凤山乡) är en sockenhuvudort i Kina. Den ligger i provinsen Heilongjiang, i den nordöstra delen av landet, omkring 130 kilometer sydost om provinshuvudstaden Harbin. Antalet invånare är 39 675. Befolkningen består av 19 629 kvinnor och 20 046 män. Barn under 15 år utgör 13,0 %, vuxna 15-64 år 80 %, och äldre över 65 år 6,0 %.
Runt Longfengshan är det ganska tätbefolkat, med 111 invånare per kvadratkilometer. Longfengshan är det största samhället i trakten. Omgivningarna runt Longfengshan är en mosaik av jordbruksmark och naturlig växtlighet.
Genomsnittlig årsnederbörd är 931 millimeter. Den regnigaste månaden är juli, med i genomsnitt 211 mm nederbörd, och den torraste är januari, med 8 mm nederbörd.